# Kakaprobléma (South Park-epizód)
A Kakaprobléma (The Problem with a Poo) a South Park című rajzfilmsorozat 290. része (a 22. évad 3. epizódja). Elsőként 2018. október 10-én sugározták az Egyesült Államokban. Magyarországon 2018. november 13-án mutatta be a Comedy Central.
Az epizód a modern politikai korrektséget és a cancel culture-t figurázza ki, ahogy South Park lakói a sorozat régi szereplője, Kula bácsi ellen fordulnak. Eközben PC igazgató és Erős Nő kapcsolata is új szintre lép. Az epizód utalásokat tartalmaz a 2017-es "The Problem with Apu" című dokumentumfilmre, a Roseanne című sorozat rebootjának váratlan törlésére a főszereplőjének kifogásolható tweetjei után, illetve Brett Kavanaugh bírói kinevezésére.

## Cselekmény
South Park városi tanácsának ülésén közlik Kula bácsival (aki egy darab, értelemmel rendelkező széklet, és a karácsonyi műsorok szervezője), hogy a költségvetést a felére vágják. Azt is elmondják, hogy bár sokan kedvelik őt, sokaknak zavaró a személye, mert "nem a szar jelképezi legjobban a karácsonyt". Miután kitölti a haragját a zenekari diákokon, majd egy rakás, politikailag inkorrekt tweet formájában, a városi tanács kirúgja őt. Mivel ezt jogtalannak találja, perre megy, de nem tud ügyvédet találni, ezért megkéri Kyle-t, hogy képviselje őt, mert az apja legalább ügyvéd. A perben vizsgálat alá vonják a sértő tweetjeit, amelyekre csak annyit mond, hogy minden posztja rossz poén volt, és mindezt Ambian gyógyszer hatása alatt posztolta. Közli azt is, hogy a közelgő karácsonyi ünnepségre sokkal fontosabb lenne koncentrálni, mint ilyesmivel foglalkozni.
Eközben Erős Nő, aki megtudja, hogy terhes, közli PC igazgatóval, hogy a kapcsolatuk egy hiba volt és szakítani akar. Az igazgató nem tudja, hogy reagáljon megfelelően, de abba belemegy, hogy megrendezzék, hogy Erős Nő mesterséges megtermékenyítésben részesült – így elhessegetve a gyanút afelől, hogy ő az apa, illetve hogy a látszata se legyen meg annak, hogy Erős Nő lefeküdt valakivel. Végül ötösikrei születnek, a PC babák, akik rendkívüli módon hasonlítanak az apjukra és politikailag rendkívül korrektek már ilyen fiatalon is. PC igazgató tagadja, hogy ő lenne a gyerekek apja, viszont ajánlkozik, hogy majd ő lesz a dadájuk.
Kula bácsi szerint az emberek elfelejtették a karácsony szellemét, ezért Kyle segítségével egy zenés műsort rendez a parkban. Csakhogy a műsor politikailag inkorrekt megjegyzései felzaklatják a PC babákat. A sírást azután is folytatják, hogy Kula bácsi abbahagyta a monológot, mert úgymond "a PC babák néha nem tudják, miért sírnak". Kula bácsi kifakad az emberekre, és Kyle hiába próbálja megállítani, a színpad összedől. South Park úgy dönt, minden kapcsolatot megszakít Kula bácsival, aki ezért odébbáll, és egy olyan helyre megy, ahol elfogadják "az olyan szörnyű, rasszista teremtményeket, mint ő, ahol senkit sem érdekel a képmutatás és a gyűlölködés". Nem máshová, mint a Simpson családból ismert Springfield városába, ahol a karakterek, köztük Apu, fogadják őt. 
Az epizód végén a #cancelthesimpsons felirat olvasható.

## Fordítás
Ez a szócikk részben vagy egészben  a   The Problem with a Poo című angol Wikipédia-szócikk ezen változatának fordításán alapul.  Az eredeti cikk szerkesztőit annak laptörténete sorolja fel. Ez a jelzés csupán a megfogalmazás eredetét és a szerzői jogokat jelzi, nem szolgál a cikkben szereplő információk forrásmegjelöléseként.